# Дэниел Бун (фильм)
«Дэниел Бун» (англ. Daniel Boone) — американский короткометражный приключенческий фильм Уоллеса Маккатчена и Эдвина Портера.

## Сюжет
Фильм рассказывает о мужчине, который пытается спасти свою похищенную дочь.

## В ролях
| Актёр           | Роль       |
| --------------- | ---------- |
| Уильям Крэвен   | Дэниел Бун |
| Флоренс Лоуренс |            |
| Сюзанна Уиллис  |            |
| Уильям Крэвен   |            |